# Villar del Rey
Villar del Rey é um município da Espanha na comarca da Terra de Badajoz, província de Badajoz, comunidade autónoma da Estremadura, de área 98,9 km². Em 2021 tinha 2 103 habitantes (densidade: 21,3 hab./km²).

## Demografia
| Variação demográfica do município entre 1991 e 2004 | Variação demográfica do município entre 1991 e 2004 | Variação demográfica do município entre 1991 e 2004 | Variação demográfica do município entre 1991 e 2004 |
| --------------------------------------------------- | --------------------------------------------------- | --------------------------------------------------- | --------------------------------------------------- |
| 1991                                                | 1996                                                | 2001                                                | 2004                                                |
| 2344                                                | 2347                                                | 2302                                                | 2290                                                |